# Heino Eller
Heino Eller (7. března 1887 Tartu – 16. června 1970 Tallinn) byl estonský hudební skladatel. Je považován za zakladatele estonské symfonie a komorní hudby. Ve své práci použil tradiční lidové melodie, ale také se nechal inspirovat impresionismem, expresionismem a dalšími hudebními trendy 20. století. Vždy nicméně zůstal věrný tonalitě.
V letech 1907–1908 studoval hru na housle na petrohradské konzervatoři a v letech 1913–1915 a 1919–20 skladbu a hudební teorii. Od roku 1908 do roku 1911 byl zapsán také jako student práv. Během první světové války bojoval jako voják v ruské armádě. V letech 1920 až 1940 učil kompozici a hudební teorii na Vyšší hudební škole v Tartu (Tartu Kõrgem Muusikakool). Během svého působení v Tartu formoval takzvanou Tartuskou školu kompozice. Od roku 1940 až do své smrti v roce 1970 působil jako lektor na konzervatoři Tallinna Riiklik, dnešní Estonské hudební a dramatické akademii.
Jeho dílo zahrnuje tři symfonie, několik symfonických skladeb, houslový koncert, pět smyčcových kvartet, čtyři klavírní sonáty, dvě houslové sonáty a přes 200 menších skladeb, zejména pro klavír. Byl významným hudebním pedagogem, k jeho žákům patřili Arvo Pärt, Eduard Tubin, Lepo Sumera nebo Jaan Rääts.
Byl ženatý s židovskou klavíristkou Annou Kremerovou, která zemřela v nacistickém koncentračním táboře v roce 1942.
V letech 1948 a 1965 mu byla udělena Státní cena Estonské sovětské socialistické republiky, v letech 1965 a 1970 Leninův řád. V roce 1967 obdržel titul Národní umělec SSSR. V roce 1971 po něm byla pojmenována tartuská vyšší hudební škola, kde kdysi působil.